# Alois Kraxner
Alois Kraxner CSsR (* 1933 in Sankt Marein bei Graz, Steiermark; † 4. November 2010 in Wien-Hietzing) war ein österreichischer Ordensgeistlicher und Bischofsvikar für die Ordensleute im Erzbistum Wien.

## Leben
Alois Kraxner trat nach der Matura am Bischöflichen Gymnasium in Graz 1954 der Ordensgemeinschaft der Redemptoristen in Mautern in Steiermark bei. 1955 legte er Profess ab. 1960 empfing er die Priesterweihe. Er studierte von 1955 bis 1961 Theologie und Philosophie im ordenseigenen Seminar in Mautern und Theologie an der Universität Innsbruck sowie Moraltheologie an der Alfonsiana in Rom. Er absolvierte – während des Zweiten Vatikanischen Konzils – an der Accademia Alfonsiana ein Promotionsstudium, wo er bei Bernhard Häring CSsR mit einer moraltheologischen Arbeit über Johann Baptist von Hirscher promovierte. Er gehörte seit 1969 dem Kloster Maria am Gestade an. Von 1966 bis 1981 und von 1990 bis 1995 war er Provinzial der Wiener Provinz der Redemptoristen und der Vizeprovinz Kopenhagen. Er war von 1975 bis 1985 Geistlicher Assistent der Wiener Katholischen Aktion und von 1985 bis 1992 des Katholischen Akademikerverbandes im Erzbistum Wien.
1995 wurde er durch Erzbischof Christoph Schönborn zum Bischofsvikar für die Ordensgemeinschaften und Gemeinschaften des apostolischen Lebens, mithin 120 verschiedene Frauen- und Männerorden im Erzbistum Wien, ernannt. 2006 trat er aus gesundheitlichen Gründen von seinem Amt zurück.
Kraxner hat zahlreiche Schriften zu theologischen und spirituellen Themen veröffentlicht. Mit dem Werk „Bewegte Zeiten“ legte er 2008 eine autobiographische Retrospektive über sein Leben und Werk vor. Sein Grab befindet sich am Wiener Zentralfriedhof.